# Кашнур (Марий Эл)
 Кашнур  — опустевшая деревня в Оршанском районе Республики Марий Эл. Входит в состав Шулкинского сельского поселения.

## География
Находится в северной части республики Марий Эл на расстоянии приблизительно 12 км по прямой на восток-юго-восток от районного центра посёлка Оршанка.

## История
Известна с 1848 года как починок Кашнурский с 5 дворами и 92 жителями. В 1866 году здесь было учтено дворов 17 и жителей 132, в 1891 году 43 и 272, в 1923 70 и 403, в 1960 31 и 136. В начале 1990-х годов деревня перестала существовать. В советское время работали колхозы имени Карла Маркса, имени Сталина, «Знамя» и «Родина».

## Население
Население не было учтено как в 2002 году, так и в 2010.